# Plestiodon fasciatus
El eslizón americano de cinco líneas (Plestiodon fasciatus), también conocido como eslizón común de cinco líneas o simplemente eslizón de cinco líneas es una especie de lagarto escamoso escíncido del género Plestiodon. Fue descrito originalmente por el naturalista sueco Carolus Linnæus en 1758. La especie es endémica de América del Norte. Es uno de los lagartos más comunes en el este de los Estados Unidos y una de las siete especies nativas de lagartos en Canadá.

## Otros nombres
Otros nombres comunes para P. fasciatus son eslizón de cola azul (para juveniles) y eslizón de cabeza roja (para adultos). Es técnicamente apropiado llamarlo eslizón americano de cinco líneas para distinguirlo del eslizón africano de cinco líneas (también conocido como mabuya de cinco líneas) o eslizón de cabeza roja del este para distinguirlo del eslizón de cabeza roja occidental (también conocido simplemente como eslizón occidental). Eslizón de cola azul es el nombre común de Cryptoblepharus egeriae de la Isla de Navidad, pero en América del Norte, los juveniles de cualquier especie de Eumeces o Plestiodon son conocidos comúnmente como ese nombre.

## Etimología
El nombre del género deriva de la palabra griega pleistos (πλεῖστος) "muchos" y odus (ὀδούς) "diente". El epíteto específico de P. fasiatus proviene del latín fasia y significa "banda" o "barra". Esto en referencia a las 5 líneas o bandas que recorren el cuerpo de los ejemplares jóvenes.

## Taxonomía
La especie fue descrita originalmente por el naturalista sueco Carolus Linnæus como Lacerta fasciata en 1758, basado en una ilustración de Catesby (1731-1743).
El biólogo y paleontólogo Edward Drinker Cope, fue el primer autor en utilizar el género Eumeces para esta especie en 1875. El herpetólogo estadounidense Emmett Reid Dunn en 1918 y 1920, y el zoólogo inglés Henry Weed Fowler en 1925 usaron el nombre de Pleistiodon fasciatus para esta especie. Aparentemente siguieron a Brown (1908), quien concluyó erróneamente que el género Eumeces era su sinónimo menor.

## Descripción
El eslizón americano de cinco líneas es un lagarto de tamaño pequeño a mediano con una longitud hocico-cloaca de 8,6 cm. Puede llegar a crecer 12,7-21,5 cm de longitud total aproximadamente. Presentan escamas lisas, brillantes y superpuestas. El cuerpo es delgado y alargado sin un cuello definido o estrechándose antes de la cabeza en forma de cuña. Posee extremidades pequeñas pentadáctilas con dedos y garras bien desarrollados. Las crías miden de 5 a 6,4 cm de largo. Aunque no es evidente ninguna diferencia sexual en la longitud del cuerpo, existe un claro dimorfismo sexual en el tamaño de la cabeza y la coloración entre los eslizones de cinco líneas.

### Coloración y dicramotismo sexual

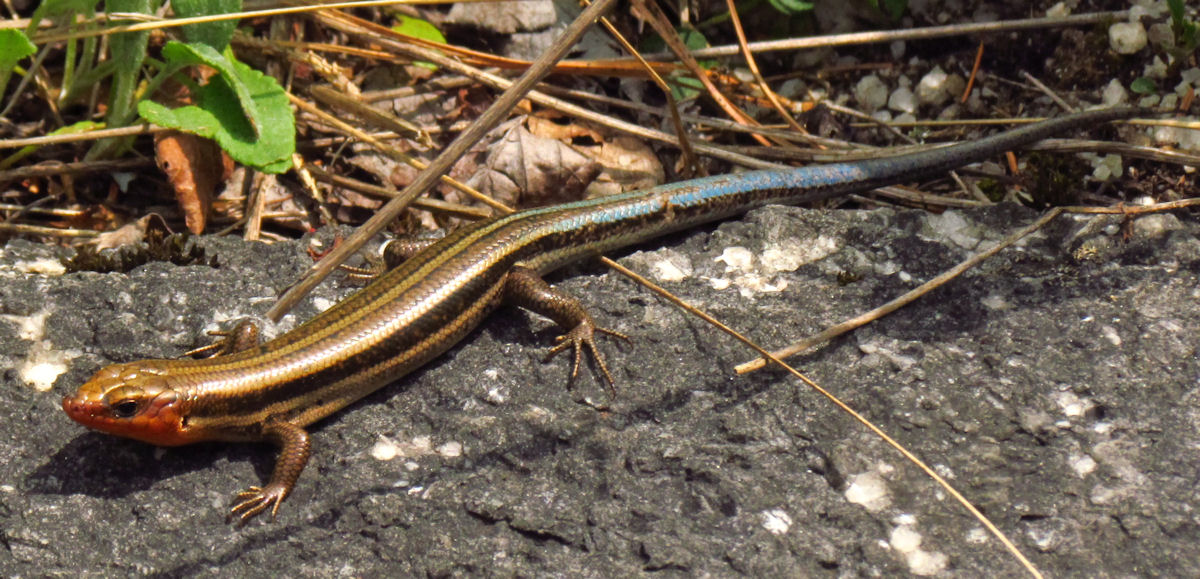
Ejemplar macho con cola azul todavía sin desaparecer.

Los ejemplares jóvenes son de color marrón oscuro-negro con cinco rayas de color crema-amarillo de tamaño similar que recorren dorso y lateralmente el cuerpo del animal, desde el hocico hasta la cola; una línea recorre el dorso y otras cuatro, (dos en cada lado) el cuerpo del animal. Las líneas pueden aclararse con la edad y finalmente desaparecer en los machos adultos. El color de la cola es azul y se desvanece conforme el ejemplar va creciendo, siendo más común en las hembras que en los machos; los especímenes muestran colas grises cuando son adultos. El color de fondo negro típico de los juveniles y las hembras adultas jóvenes también se desvanece con la maduración a un tono marrón, gris u oliva en los adultos. En los machos, se desarrolla una cabeza ensanchada con una coloración naranja rojiza; el color del hocico y las mandíbulas se intensifica durante la temporada de reproducción de primavera.

### Alimentación

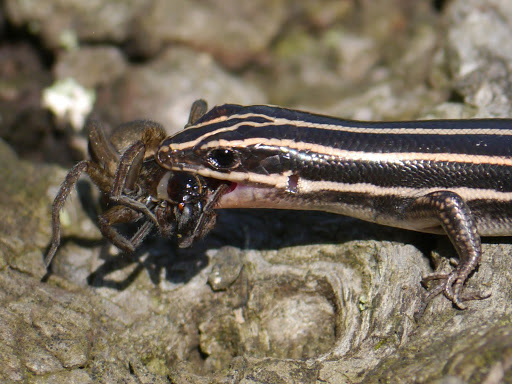
Plestiodon fasciatus devorando una araña.

Los eslizones de cinco líneas son generalmente insectívoros y se alimentan de diferentes artrópodos como arañas, milpiés, grillos, termitas, saltamontes, orugas, escarabajos y larvas de escarabajos. También pueden consumir caracoles, así como pequeños vertebrados como ranas, lagartijas más pequeñas y ratones recién nacidos. El herpetólogo Robert Henry McCauley en 1939 registró los siguientes tipos de presas para una muestra en Maryland: saltamontes, grillos, cucarachas, chicharritas, gorgojos, escarabajos de cuernos largos, saltapericos, escarabajos errantes, escarabajos de tierra, larvas de escarabajos, moscas, mariposas y orugas, hormigas, libélulas, pececillos de cobre, arañas, chinches y los caracoles pulmonados. Se sabe sobre la presencia de canibalismo en la especie, principalmente en los adultos que en los juveniles.

### Diferencias con especies similares

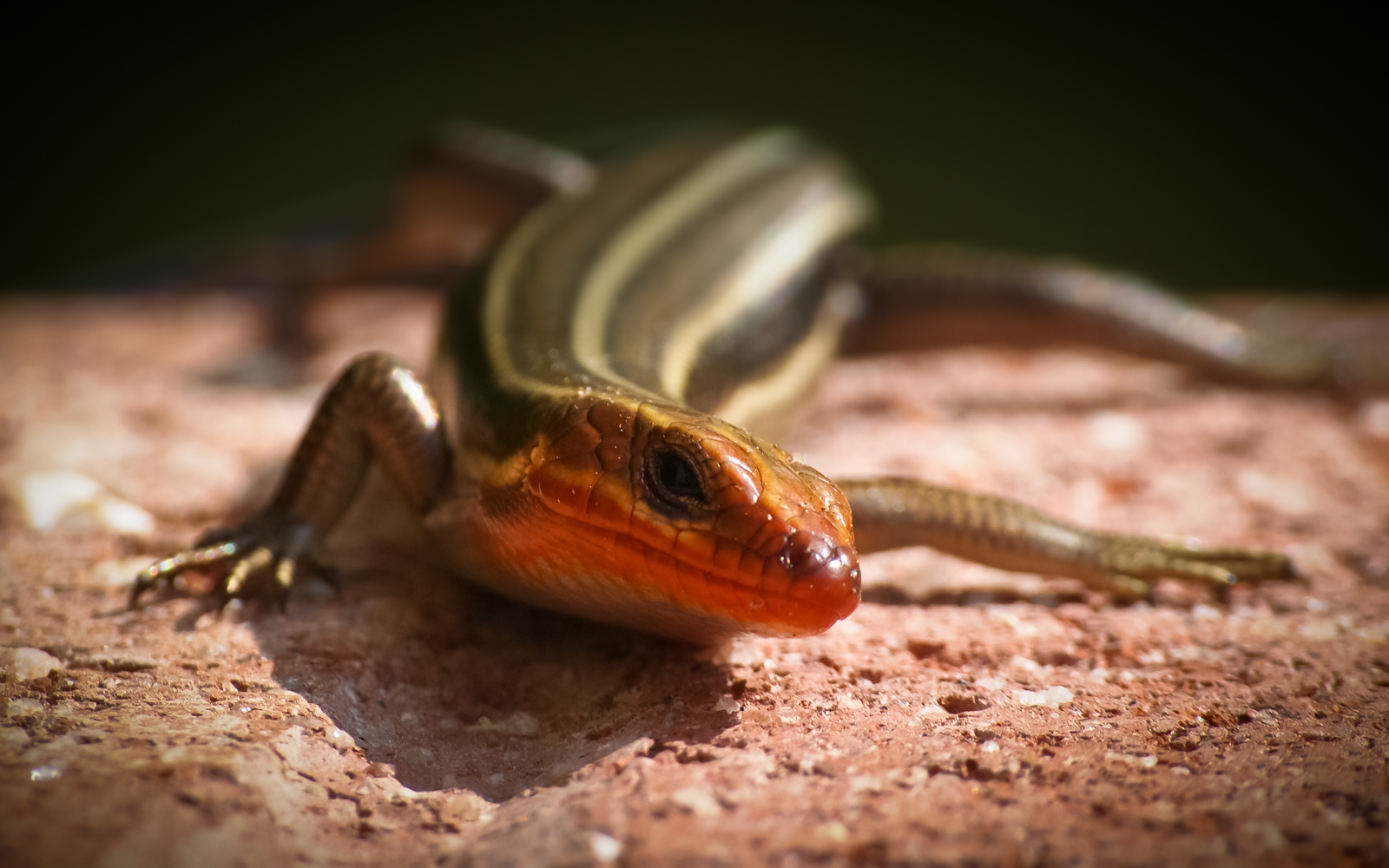
Nótese las 2 escamas postlabiales agrandadas. Ejemplar adulto.

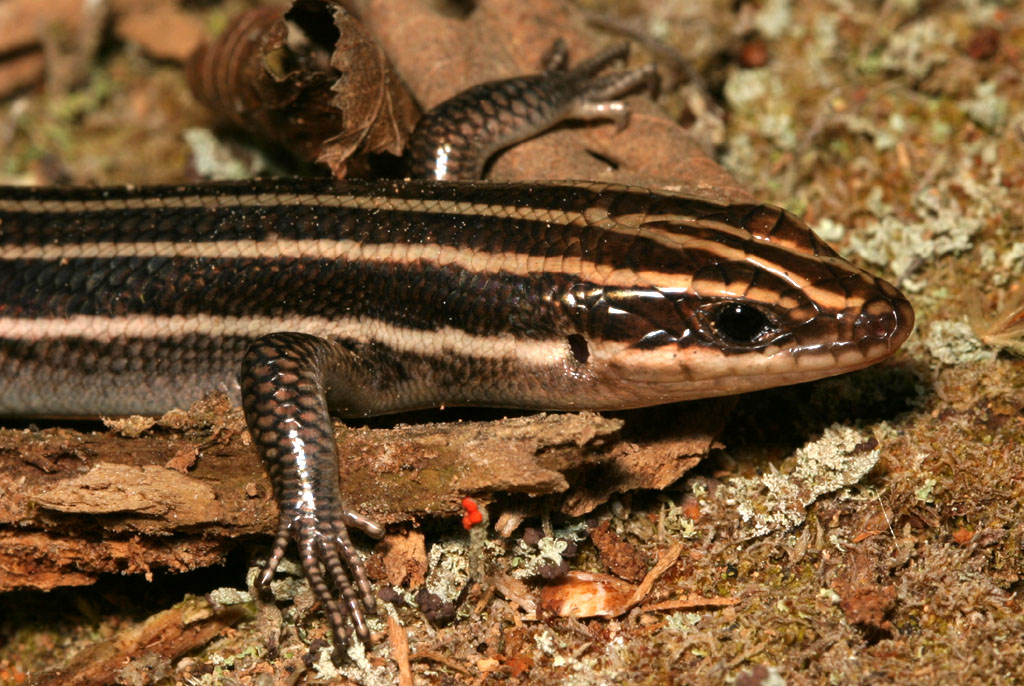
Nótese las 4 escamas superiores ojo-nariz. Ejemplar juvenil.

El eslizón de cinco líneas del sureste, del sureste de los Estados Unidos, es una especie muy similar y existe cierta superposición en la distribución de ambas especies, por lo que fácilmente puede confundirse con P. fasciatus; las especies se pueden distinguir debido a que P. fasciatus es más pequeño y las líneas que recorren el cuerpo son más anchas, pero sobre todo se distinguen por el patrón de sus escamas. El eslizón de cinco líneas del sureste prefiere hábitats más secos.
El eslizón de cabeza ancha, es otra especie similar y puede ser difícil distinguirlo de P. fasciatus. La primera especie por lo general carece de las dos escamas poslabiales superiores agrandadas características de P. fasciatus. El eslizón de cabeza ancha tiene 5 escamas labiales entre el ojo y la fosa nasal mientras que el eslizón de cinco líneas tiene 4 escamas llabiales entre el ojo y la fosa nasal. Los eslizones de cabeza ancha machos adultos, con su gran tamaño y su cabeza roja hinchada, se distinguen fácilmente de P. fasciatus.

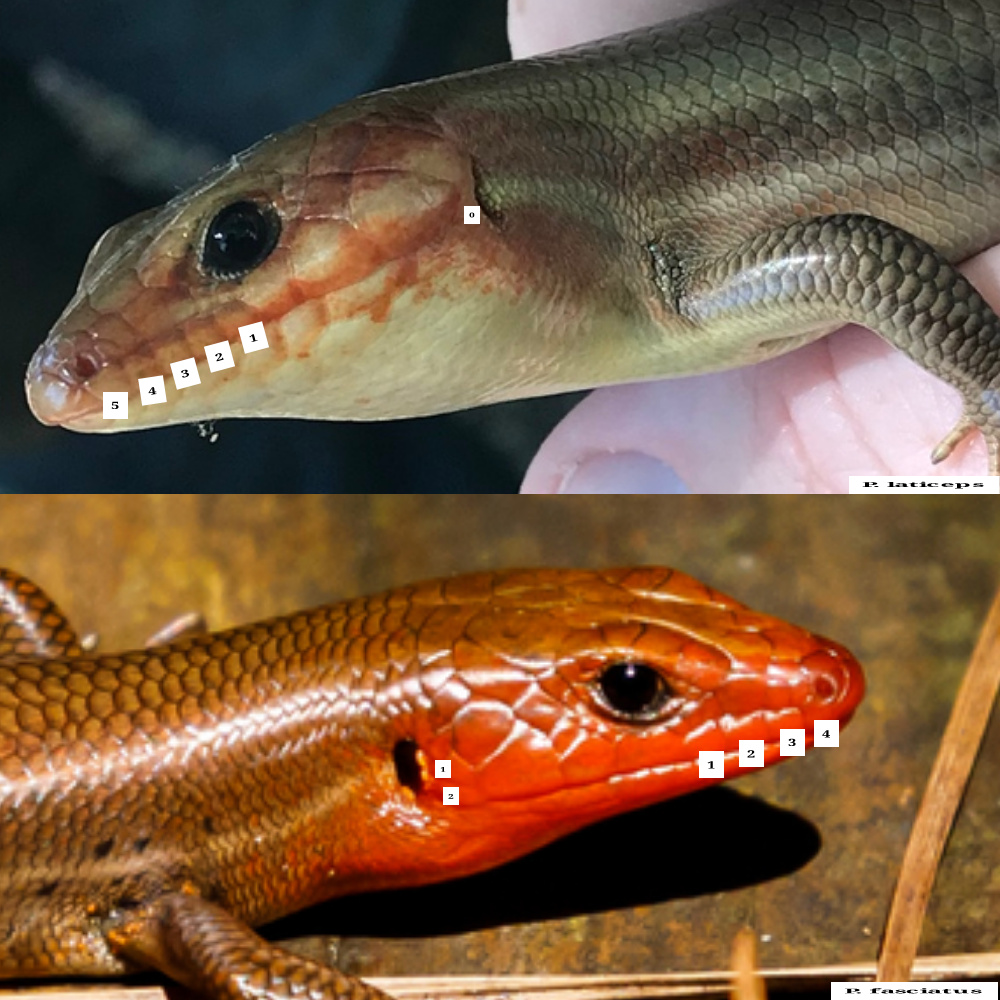
Compare P. fasciatus (abajo) con P. laticeps (arriba). Las especies difieren en la cantidad de escamas.

El eslizón americano de cinco líneas se diferencia del eslizón de cinco líneas del sureste y del eslizón de cabeza ancha por los siguientes patrones de escamas:
- Una fila de escamas agrandadas debajo de la cola.
- 4 escamas labiales a lo largo del labio superior (entre la nariz y el ojo).
- Escama temporal y labiales posteriores después de la abertura de la oreja.
- Escamas posnasales presentes.
- Una escama mental con 2 escamas posmentales.
- Escamas subcaudales a lo largo de la línea del medio que recorre el cuerpo, más anchas que largas, en comparación con las escamas adyacentes.
- Escamas poslabiales superiores agrandadas.

## Depredadores
Los eslizones de cinco líneas son presa de aves grandes, como cuervos americanos, alcaudones norteños, cernícalos americanos y gavilanes pecho canela. También son presa de zorros rojos, mapaches boreales, tlacuaches norteños, zorrillos rayados, musarañas, topos, gatos domésticos y serpientes. Entre las serpientes se encuentra la serpiente del maíz y probablemente la culebra corredora, la coral ratonera, y la falsa coralillo real escarlata.

### Métodos de defensa
Los eslizones de cinco líneas pueden escapar rápidamente y se refugiarse en grietas. Si se enfrentan a un depredador, los eslizones pueden soltar su cola o una parte de ella, como una salamanquesa; la cola al ser de un color azul brillante puede distraer al depredador el tiempo suficiente para que el eslizón huya; después de un tiempo la cola vuelve a crecer. Los eslizones de cinco líneas también pueden morder a sus atacantes.
A los ejemplares juveniles del eslizón americano de cinco líneas se les conoce ampliamente como "escorpiones" y se cree que tienen una picadura venenosa. La creencia es completamente falsa, pero algunos científicos especulan que estos eslizones pueden tener un mal sabor para muchos depredadores.

## Reproducción

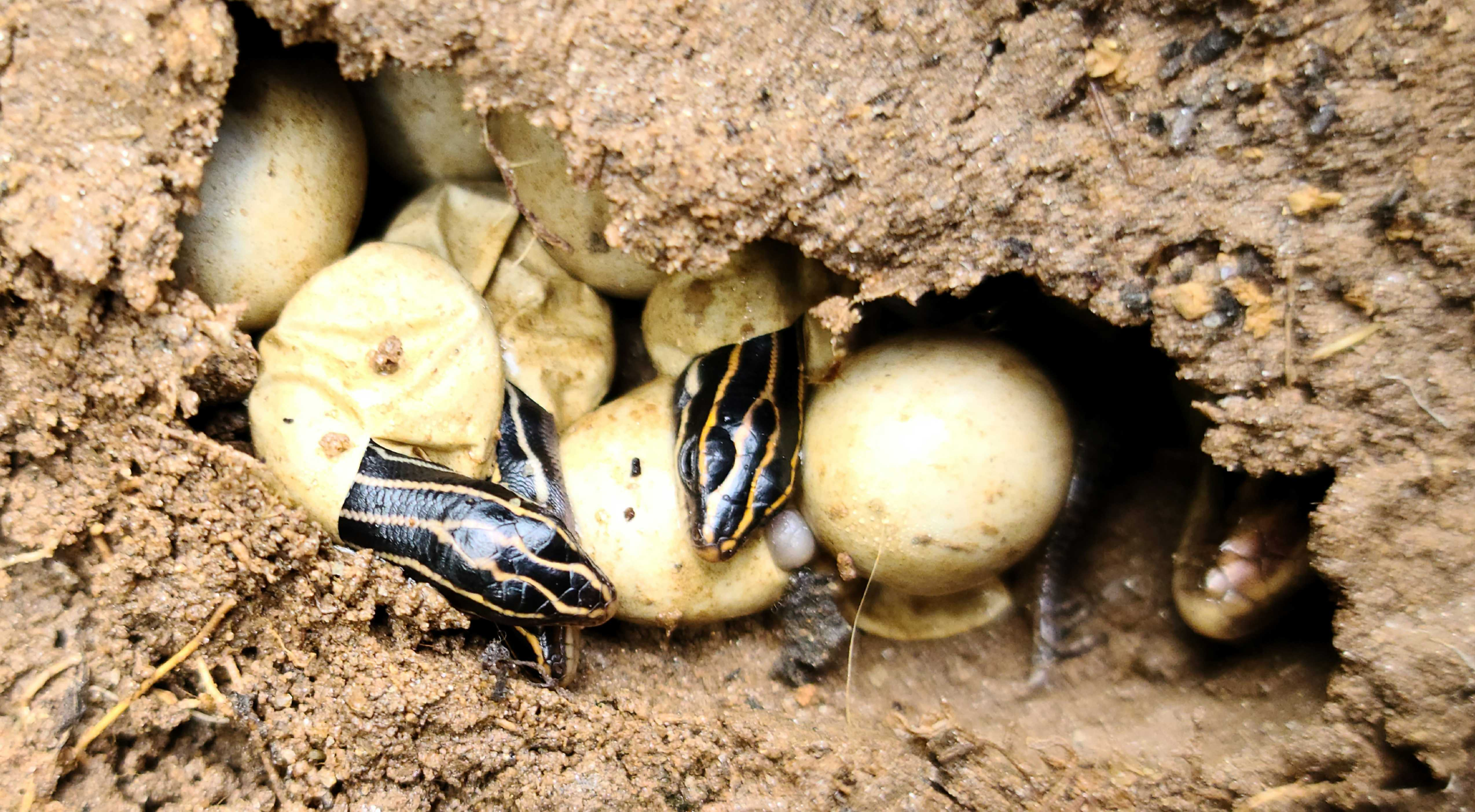
Nacimiento de varias crías. Nótese el lugar de anidamiento.

Las hembras depositan los huevos entre mediados de mayo y julio al menos después de un mes de la fecundación. Las hembras depositan de 15 a 18 huevos en pequeñas cavidades despejadas, generalmente debajo de troncos podridos, tocones, tablas de madera, cortezas sueltas, rocas y madrigueras de roedores abandonadas. Se sabe que la humedad del suelo también es un factor en la selección del nido del animal. Las hembras a menudo colocan nidos en regiones donde la humedad del suelo es más alta que en otras áreas. La posición vertical del nido también varía con la humedad, con nidos ubicados en cavidades más profundas que en sitios más secos.

## Distribución y hábitat

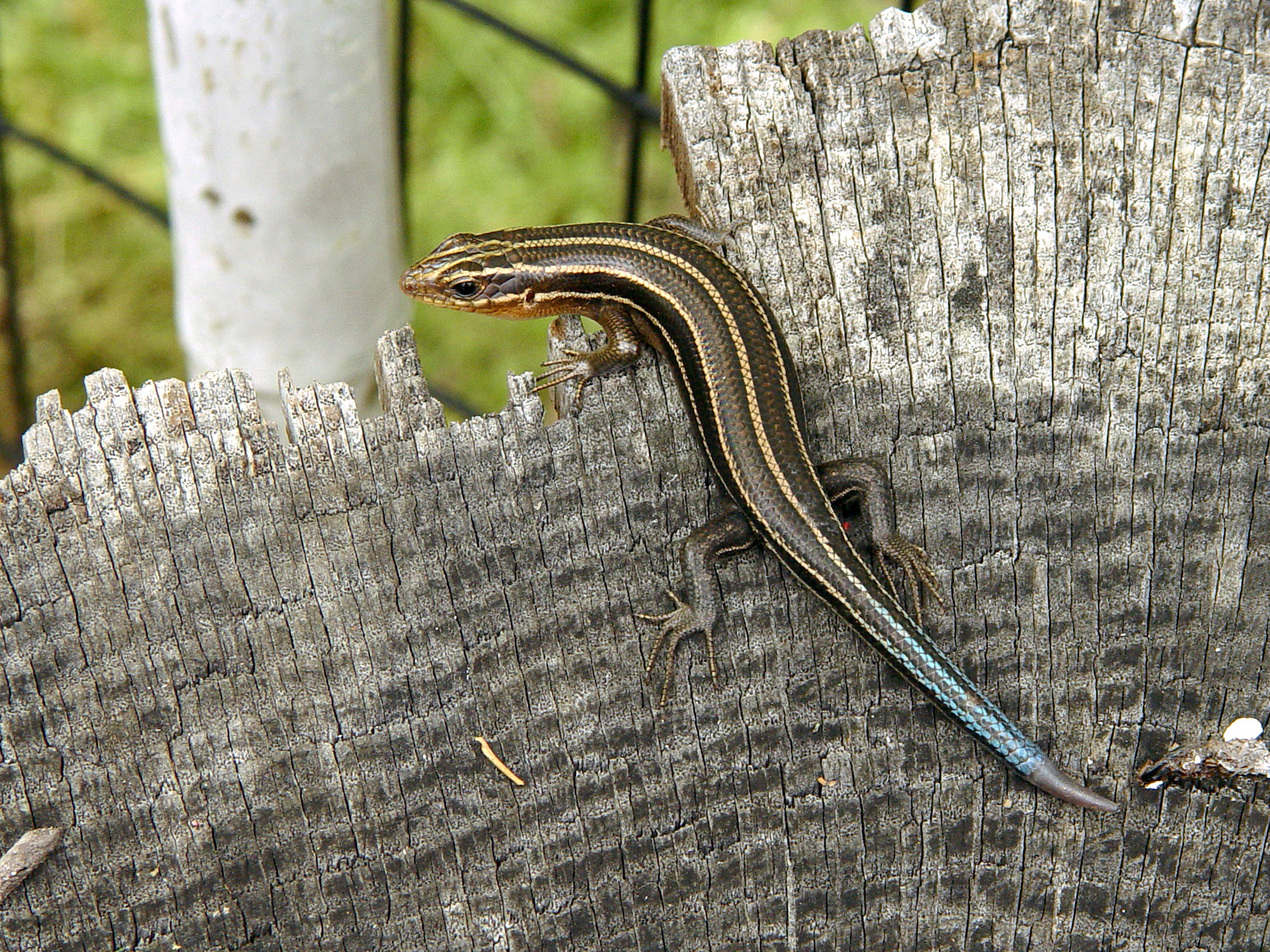
Subadulto con cola parcialmente regenerada, fotografía en un parque en Memphis, Tennessee.

Este eslizón se distribuye desde la península inferior de Míchigan, el sur de Ontario y el este de Nueva York hasta el norte de Florida, y hacia el oeste de Wisconsin, parte de la península superior de Míchigan, Misuri y las regiones del este de Kansas, Oklahoma y Texas. También se encuentran poblaciones aisladas en el noreste de Iowa, el centro oeste de Minnesota y partes conectadas del sur de Minnesota y Wisconsin.

### Hábitat

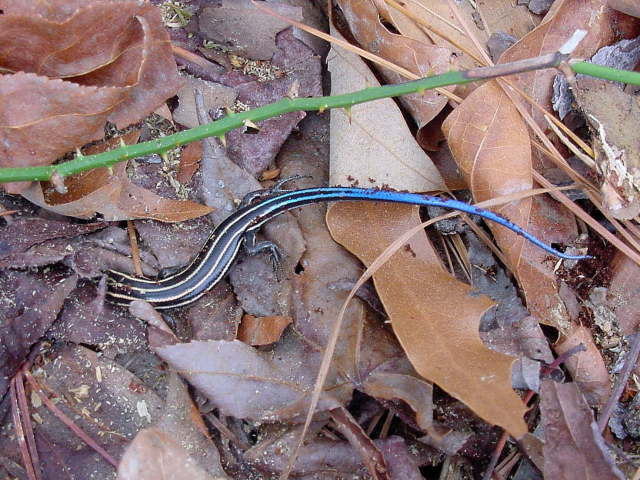
Nótese la presencia de cobertura, especialmente hojarasca.

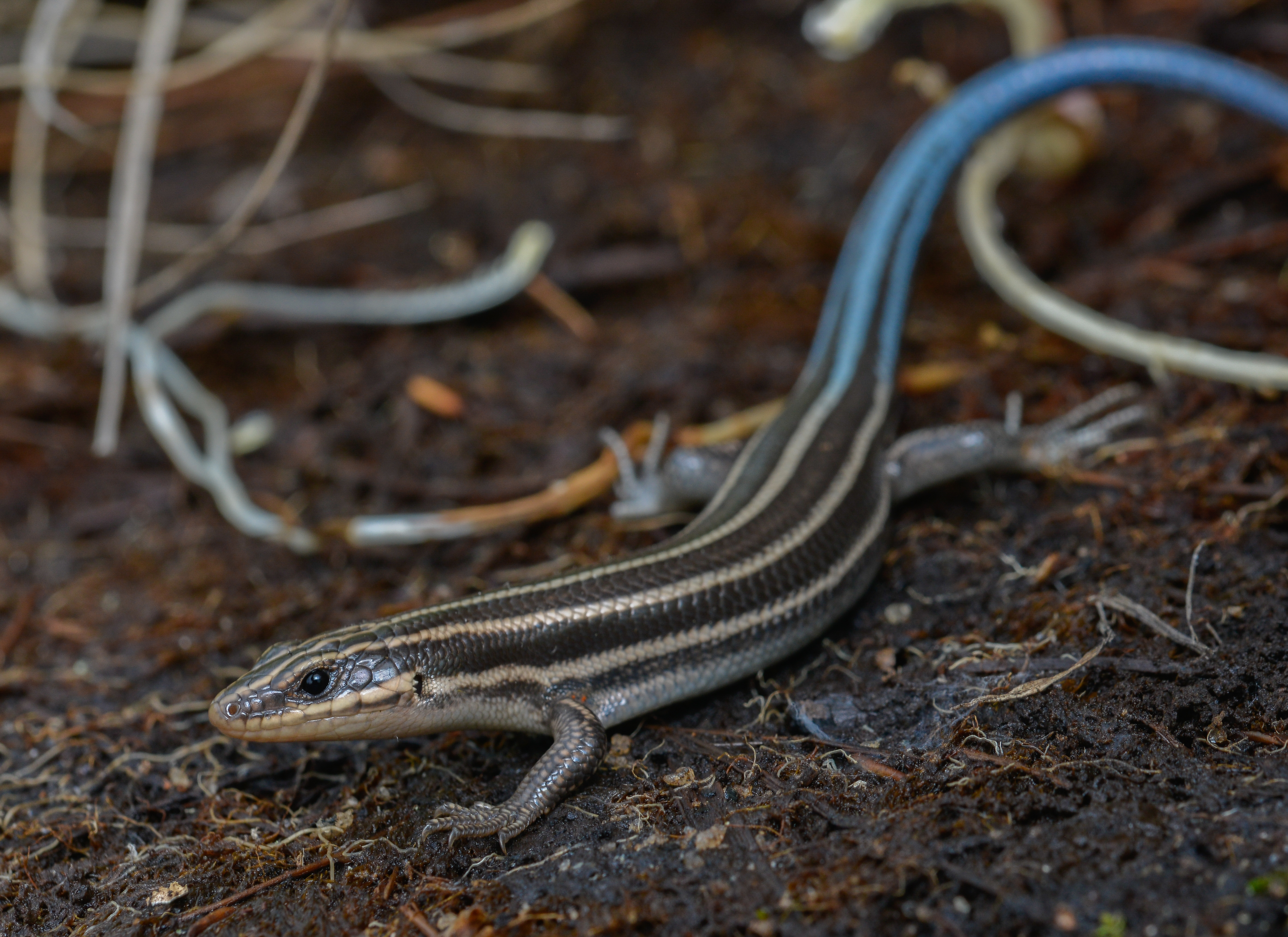
Estos eslizones prefieren zonas húmedas.

Los eslizones americanos de cinco líneas prefieren áreas boscosas húmedas o parcialmente boscosas con una cobertura significativa y abundantes sitios para tomar el sol. Estos sitios pueden incluir montones de madera o maleza, tocones, troncos, afloramientos rocosos, corteza suelta y edificios abandonados. La mayoría de los eslizones americanos de cinco líneas habitan en ambientes perturbados, como bordes de bosques, áreas despejadas o regiones quemadas, comúnmente llamadas áreas de ecotono. También pueden encontrarse poblaciones de eslizones de cinco líneas entre montones de madera a la deriva en las playas arenosas de los Grandes Lagos. El tamaño del área de distribución se ve afectado por el tipo de hábitat disponible, así como por los cambios en la distribución estacional de alimentos, el refugio y otros requisitos. El área de distribución también puede variar en tamaño y forma de acuerdo con la edad y el género del eslizón individual. Los eslizones de cinco líneas generalmente buscan refugio en la madera podrida.